# Helen Jameson
Helen Jameson (n. 25 septembrie 1963) este o înotătoare ce a reprezentat Regatul Unit al Marii Britanii și al Irlandei de Nord, medaliată olimpică. A participat la o ediție a Jocurilor Olimpice (1980) în care a câștigat două medalii de argint.